# Battaglia di Orléans (1870)
La battaglia di Orléans si svolse a più riprese tra il 10 e l'11 ottobre 1870, il 9 e il 10 novembre e tra il 3 e 4 dicembre del medesimo anno presso la città di Orléans, nel corso della guerra franco-prussiana. La città fu contesa tra le forze repubblicane francesi e quelle prussiane e bavaresi, venendo prima conquistata dai prussiani, poi ripresa dai francesi e successivamente espugnata in modo definitivo dall'esercito di Federico Carlo di Prussia.

## Contesto
Con la caduta di Metz il 29 ottobre 1870, in conseguenza della resa del maresciallo di Francia François Achille Bazaine, l'ultimo consistente esercito di cui disponesse la Terza Repubblica francese era capitolato. Ciò consentì il disimpegno di due armate prussiane che vennero impiegate a sostegno delle forze già impegnate nella campagna della Loira e nell'assedio di Parigi. La resa della capitale lorenana fu un evento assieme drammatico e decisivo per le sorti del conflitto: essa aveva posto fine alla campagna lanciata dalla Prussia e dai suoi alleati a luglio contro Napoleone III e posto il primo tassello per la vittoria prussiana. Una strategia fortemente offensiva aveva portato i tedeschi ad aprirsi prima le porte del paese in poche battaglie alla frontiera e successivamente aveva consentito di penetrare a fondo nelle parti molli della struttura nemica. La guerra condotta dalle forze "popolari" francesi contro le forze del Regno di Prussia stava andando generalmente a favore degli invasori. Un "anello di ferro" di corpi d'armata stringeva in una morsa la capitale francese e l'armata parigina conduceva periodiche sortite per tentare di forzare il blocco operato dalle armate assedianti.

## Svolgimento

### Prima sconfitta francese
Squadre di cavalleria prussiane, avendo svolto ricognizioni presso Artenay, inviarono messaggi al generale Ludwig von der Tann, capo del I corpo bavarese, secondo i quali erano in corso di attuazione forti concentrazioni di soldati francesi. Il 9 ottobre il generale prussiano muoveva quindi verso sud affiancato dalla cavalleria e il 10 ottobre, forte di 28 000 uomini e 160 cannoni, attaccò le posizioni francesi. Investite le difese francesi comandate da La Motte Rouge (comandante dell'Armata della Loira), il 10 ottobre i prussiani si apprestavano a catturare Orleans, costringendo i francesi a fuggire sotto i colpi dei cannoni e dei fucili prussiani e a riparare nella foresta della città o a sud verso il centro cittadino e i suoi ponti. Trasferitosi a nord della città in posizione difensiva con il resto delle sue forze, La Motte Rouge non poteva sperare di opporre una resistenza accanita contro i nemici, disponendo di uomini poco inclini a combattere fino alla morte, appartenendo per la stragrande maggioranza a file di riservisti e garde mobile. L'11 ottobre von der Tann si diresse verso Orleans in tre colonne e nel pomeriggio conquistò la città patendo la perdita di soli 900 soldati, a fronte dei circa 4 000 francesi. Von der Tann ingiunse alla città catturata il pagamento di un milione e mezzo di franchi (quattro milioni e mezzo di dollari di oggi) in alternativa al saccheggio deliberato da parte delle truppe.
La Motte Rouge, dopo aver rischiato la corte marziale, venne immediatamente defenestrato e sostituito col generale Aurelle de Paladines, il quale si trasferì in posizione sicura a Salbris, a 33 miglia dai tedeschi a Orléans. Lorelle ebbe successo nel ristabilire il rigore nell'esercito e nel portare ordine in un'armata che aveva smarrito le regole della disciplina e dell'organizzazione.

### Conquista della città da parte dei francesi
Il 9 novembre gruppi dell'armata di Von der Tann e dell'Armata della Loira di Aurelle si incontrarono presso la città di Coulmiers (battaglia di Coulmiers), ad ovest di Orléans. Con un'armata tre volte superiore nei numeri a quella bavarese (60 000 francesi contro 20 000 bavaresi), Aurelle tentò due volte di sfondare presso Culmiers nel corso della tarda mattinata e del primo pomeriggio. Alla sera i francesi attaccarono nuovamente, ma Tann, stretto sul fianco, aveva già deciso la ritirata verso est per riunirsi con la 22ª Divisione. Mentre il generale prussiano si riorganizzava a Angerville, Aurelle liberò Orléans il 10 novembre, iniziando a trasformarla in una base fortificata. Per la prima volta dopo numerose settimane i francesi avevano di nuovo conquistato una vittoria e questo ebbe effetti positivi sull'intera armata, avendo mostrato che i prussiani non erano invincibili. Sembrò essere stata posta una prima pietra verso la vittoria della Francia in quella che era diventata una guerra "del popolo".

### Seconda sconfitta francese
Con la sconfitta del generale Alfred Chanzy (il quale il 2 dicembre aveva attaccato presso Loigny -battaglia di Loigny-, perdendo 7 000 uomini tra morti e feriti) e del suo XVI corpo dopo 3 giorni di battaglia a nord di Orleans, il 3 dicembre Federico Carlo di Prussia dette l'assalto in direzione dei villaggi di Artenay e Chilleurs-aux-Bois alle posizioni francesi dell'Armata della Loira a Orleans, che non aveva avuto più modo di unirsi alle forze di Chanzy. Le formazioni francesi cedettero presto e quando il XV corpo di Joseph Pourcet (la forza meglio equipaggiata e preparata dell'armata di Louis d'Aurelle) si dette a ripiegare, tutto il resto dell'armata francese si dissolse nella rotta verso i villaggi, le strade e i boschi in direzione di Orleans. Aurelle, che perse circa 20 000 uomini con solo 2 000 uomini caduti nei combattimenti, ordinò nel pomeriggio del 4 dicembre un ritorno alla Sologne, la regione boschiva a sud della Loira, un obiettivo impraticabile per le sue truppe a nord del fiume. Tra il 4 e il 5 dicembre le prime file prussiane entravano a Orleans, che finì definitivamente nelle mani dei prussiani. I giornali tedeschi riportarono che 28 000 tedeschi con 196 cannoni avevano annientato 87 000 francesi con 264 cannoni.
Léon Gambetta, in seguito alla sconfitta, abbandonò in fretta Tours per Bordeaux, dove giunse il 10 dicembre.